# 伊卡拉伊-迪米纳斯
伊卡拉伊-迪米纳斯是巴西米纳斯吉拉斯州的一个市镇。总面积616.582平方公里，总人口10792人，人口密度17.5人/平方公里。